# Busto de Anjaf

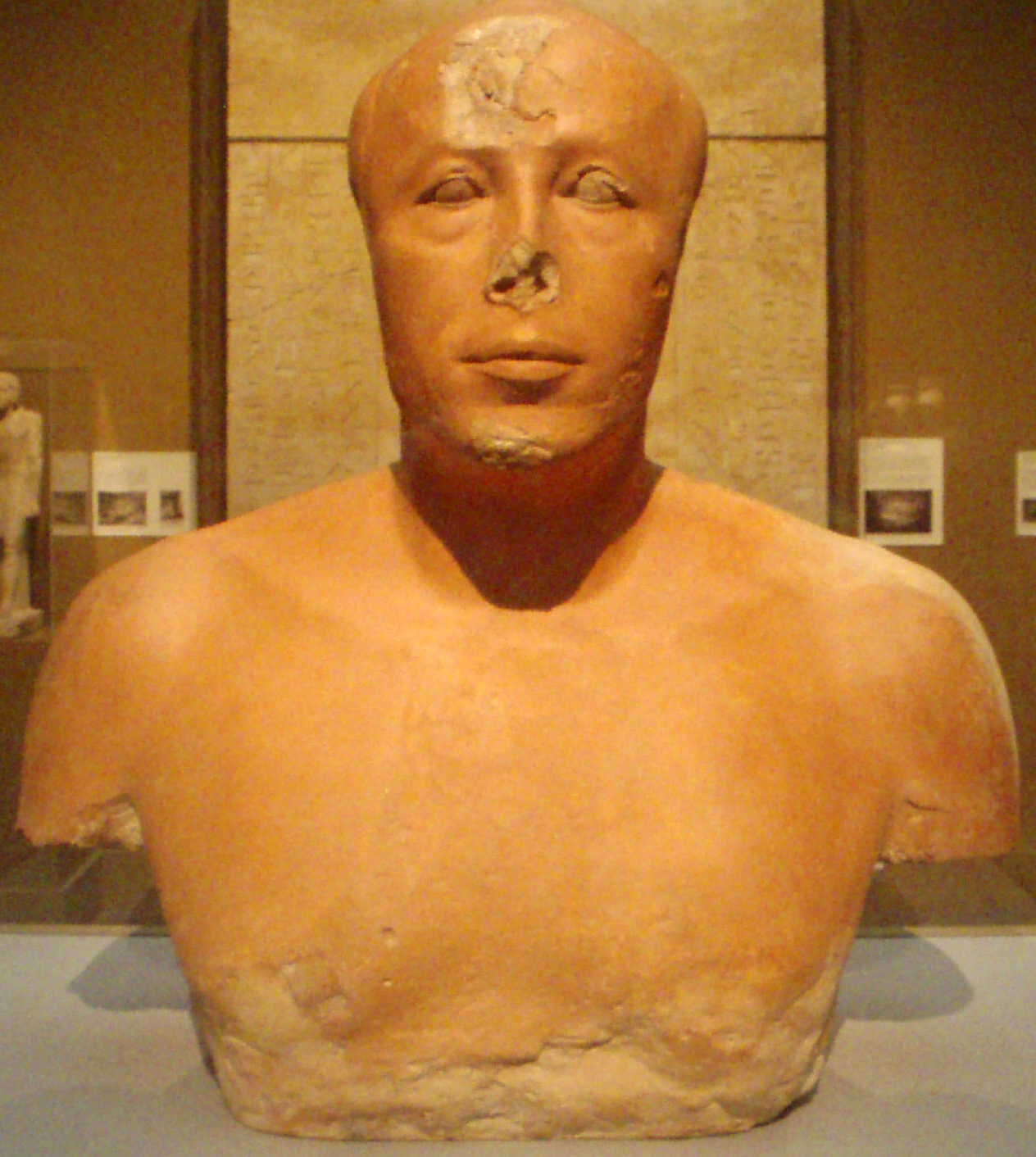
El busto en el Museo de Bellas Artes de Boston.

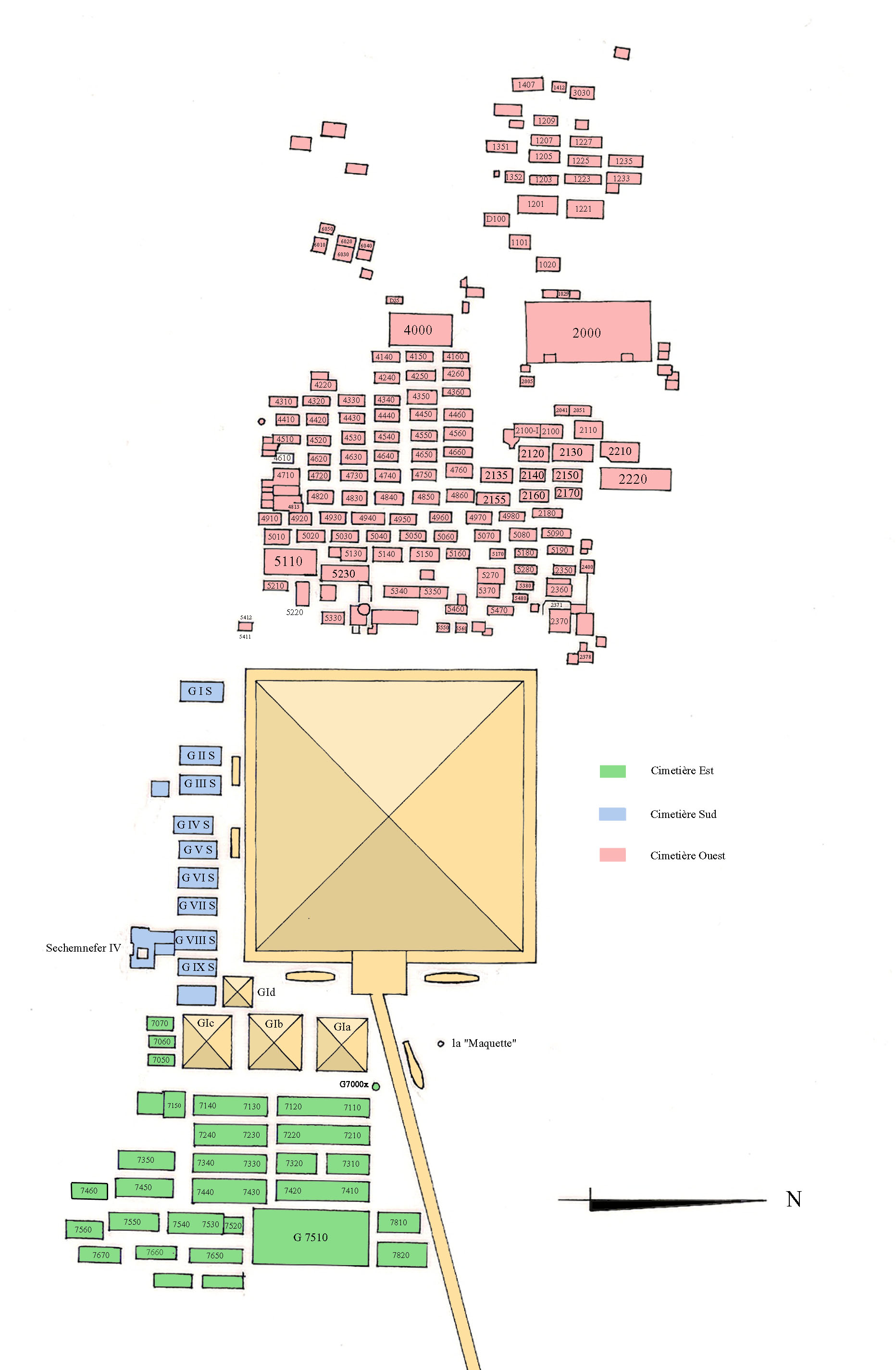
Plano de la necrópolis de Jufu.

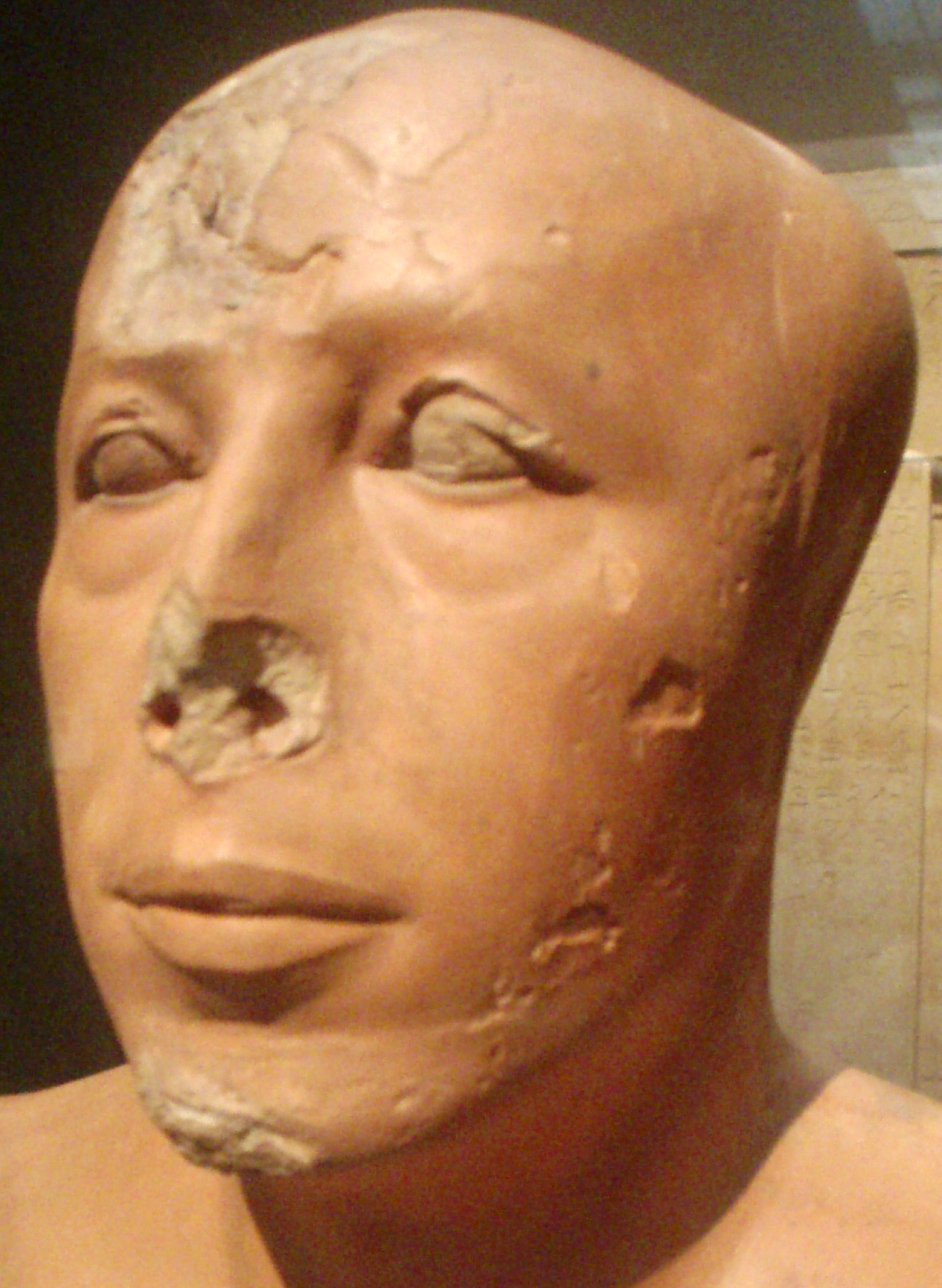
Rostro del busto.

El Busto de Anjaf fue tallado por los escultores del Imperio Antiguo de Egipto, durante la Dinastía IV de Egipto y está considerada una obra maestra del arte egipcio. Se trata de la parte superior de una escultura tallada en caliza pintada, que se conserva en el Museo de Bellas Artes de Boston. Su número de catálogo es Museum Expedition 27.442.

## Hallazgo e historia
La estatua fue hallada en el año 1925, durante las excavaciones llevadas a cabo por miembros de la Universidad de Harvard, y del Museo de Bellas Artes de Boston en el interior de la mastaba G7510 situada en el Complejo funerario de Jufu, que forma parte de la Necrópolis de Guiza.
El busto representa a Anjaf hijo del faraón Seneferu de la cuarta dinastía, hermano más joven del faraón Jufu, y que fue chaty durante el reinado de su sobrino, Kefrén, supervisando todos los trabajos de Su Majestad circa 2550 a. C. y que además se ocupó de la construcción de la Gran Esfinge de Guiza.

## Conservación
La figura se exhibe de forma permanente en el Museo de Bellas Artes de Boston, después de su asignación por parte del gobierno de Egipto el siete de julio del año 1927. 
Su número de inventario es el 27.442.

## Características
- Estilo: egipcio.
- Material: piedra caliza.
- Altura: 50,48 centímetros.